# Olympische Winterspiele 1988/Nordische Kombination

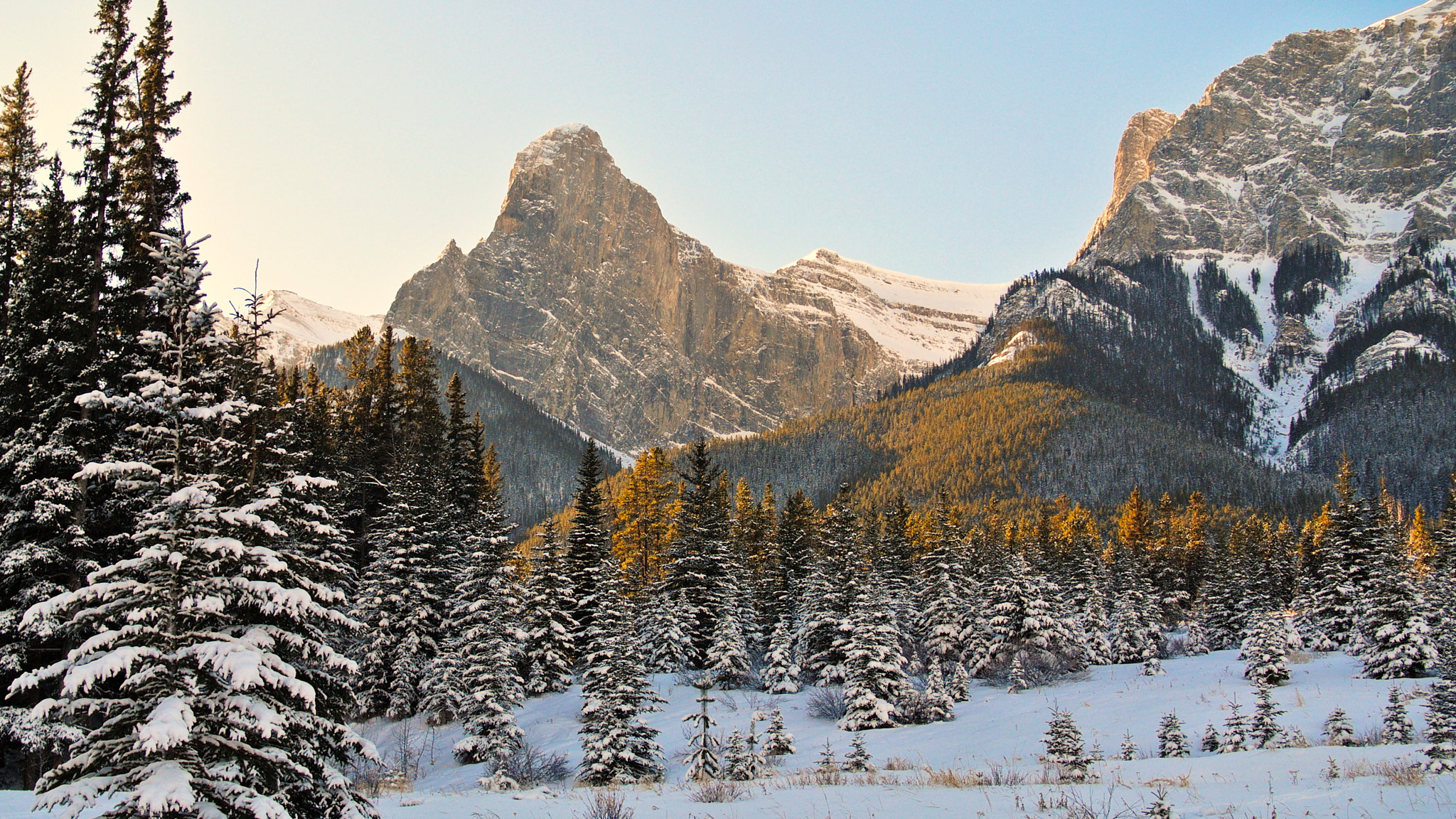
Winterlandschaft von Canmore im Jahr 2017

Bei den XV. Olympischen Spielen 1988 in Calgary fanden zwei Wettbewerbe in der Nordischen Kombination statt. Austragungsorte waren die Alberta Ski Jump Area im Stadtzentrum sowie das Canmore Nordic Centre in Canmore.

## Wettbewerbe und Austragungsmodus
Bei den Spielen von Calgary gab es zwei Neuerungen in der Nordischen Kombination.
- Das Springen wurde ausgetragen wie bisher auch: es gab drei Durchgänge, wobei die jeweils beiden besten Sprünge für jeden Athleten gewertet wurden. Beim Langlauf am darauffolgenden Tag kam erstmals die Gundersen-Methode zur Anwendung. Die Teilnehmer nehmen dabei das Rennen mit ihren Abständen aus dem Springen auf, sodass die Reihenfolge zu jeder Zeit den Gesamtstand repräsentiert und am Ende auch den Endstand darstellt.[1]
- Zum ersten Mal bei Olympischen Spielen gab es mit dem Teamwettbewerb eine zweite Disziplin, die bei Weltmeisterschaften bereits 1982 in das Programm aufgenommen worden war. Jedes Team bestand aus drei Athleten, die wie im Einzelwettkampf jeweils drei Sprünge absolvierten, von denen die besten beiden in die Wertung kamen. Am nächsten Tag kam es zur Entscheidung durch eine 3 × 10-km-Langlaufstaffel, die wie im Einzelwettbewerb am Tag nach dem Springen per Gundersen-Methode durchgeführt wurde.[2]

## Bilanz

### Medaillenspiegel
| Platz  | Land           | Gold | Silber | Bronze | Gesamt |
| ------ | -------------- | ---- | ------ | ------ | ------ |
| 1      | Schweiz        | 1    | 1      | –      | 2      |
| 2      | BR Deutschland | 1    | –      | –      | 1      |
| 3      | Österreich     | –    | 1      | 1      | 2      |
| 4      | Sowjetunion    | –    | –      | 1      | 1      |
| Gesamt | Gesamt         | 2    | 2      | 2      | 6      |

### Medaillengewinner
| Disziplin  | Gold                                                       | Silber                                               | Bronze                                                       |
| ---------- | ---------------------------------------------------------- | ---------------------------------------------------- | ------------------------------------------------------------ |
| Einzel     | Hippolyt Kempf (SUI)                                       | Klaus Sulzenbacher (AUT)                             | Allar Levandi (URS)                                          |
| Mannschaft | BR DeutschlandThomas Müller Hans-Peter Pohl Hubert Schwarz | SchweizFredy Glanzmann Hippolyt Kempf Andreas Schaad | ÖsterreichHansjörg Aschenwald Günter Csar Klaus Sulzenbacher |

## Einzelwettbewerb

### Ausgangssituation
Den Weltcup 1986/87 hatte der Norweger Torbjørn Løkken gewonnen, der 1987 auch Weltmeister geworden war. In der laufenden olympischen Saison 1987/88 lieferten sich Løkken und der Österreicher Klaus Sulzenbacher einen engen Kampf um die Weltcup-Führung, wobei Sulzenbacher knapp vorne lag. Der Einzelwettbewerb hier in Calgary wurde durch schlechtes Wetter überschattet, wegen des Chinook-Sturmwinds war am ersten Wettkampftag kein Springen möglich. So mussten beide Teildisziplinen am Tag darauf ausgetragen werden – und dies, obwohl beide Wettkampfstätten 120 km voneinander entfernt lagen.

### Ergebnis
| Rang | Land | Athlet              | Springen    | Langlauf              | Endzeit [min] |
| Rang | Land | Athlet              | Pkte. (Pl.) | Nettozeit [min] (Pl.) | Endzeit [min] |
| ---- | ---- | ------------------- | ----------- | --------------------- | ------------- |
| 01   | SUI  | Hippolyt Kempf      | 217,9 0(3)  | 38:16,8 0(2)          | 39:27,5       |
| 02   | AUT  | Klaus Sulzenbacher  | 228,5 0(1)  | 39:46,5 (17)          | 39:46,5       |
| 03   | URS  | Allar Levandi       | 216,6 0(4)  | 39:12,4 (12)          | 40:31,8       |
| 04   | GDR  | Uwe Prenzel         | 207,6 (13)  | 38:18,8 0(4)          | 40:38,2       |
| 05   | SUI  | Andreas Schaad      | 207,2 (14)  | 38:18,0 0(3)          | 40:40,0       |
| 06   | NOR  | Torbjørn Løkken     | 199,4 (19)  | 37:39,0 0(1)          | 40:53,0       |
| 07   | TCH  | Miroslav Kopal      | 208,7 (12)  | 38:48,0 0(8)          | 41:00,0       |
| 08   | GDR  | Marko Frank         | 209,4 (10)  | 39:08,2 (11)          | 41:15,6       |
| 09   | GDR  | Thomas Prenzel      | 215,5 0(5)  | 39:51,4 (20)          | 41:18,1       |
| 10   | URS  | Wassili Sawin       | 203,7 (17)  | 38:37,5 0(6)          | 41:22,9       |
|      |      |                     |             |                       |               |
| 13   | FRG  | Hubert Schwarz      | 219,2 0(2)  | 41:33,8 (33)          | 42:35,8       |
| 22   | AUT  | Klaus Ofner         | 208,9 (11)  | 41:15,6 (31)          | 43:26,3       |
| 24   | AUT  | Hansjörg Aschenwald | 214,1 0(7)  | 42:19,5 (40)          | 43:55,5       |
| 25   | FRG  | Thomas Müller       | 190,4 (31)  | 39:48,7 (18)          | 44:02,7       |
| 28   | FRG  | Hans-Peter Pohl     | 204,3 (15)  | 41:42,5 (36)          | 44:23,9       |
| 29   | FRG  | Hermann Weinbuch    | 179,6 (39)  | 39:00,4 (10)          | 44:26,4       |
| 34   | AUT  | Günter Csar         | 196,2 (25)  | 41:50,8 (37)          | 45:26,2       |
| 35   | SUI  | Fredy Glanzmann     | 180,1 (37)  | 40:16,1 (25)          | 45:38,8       |

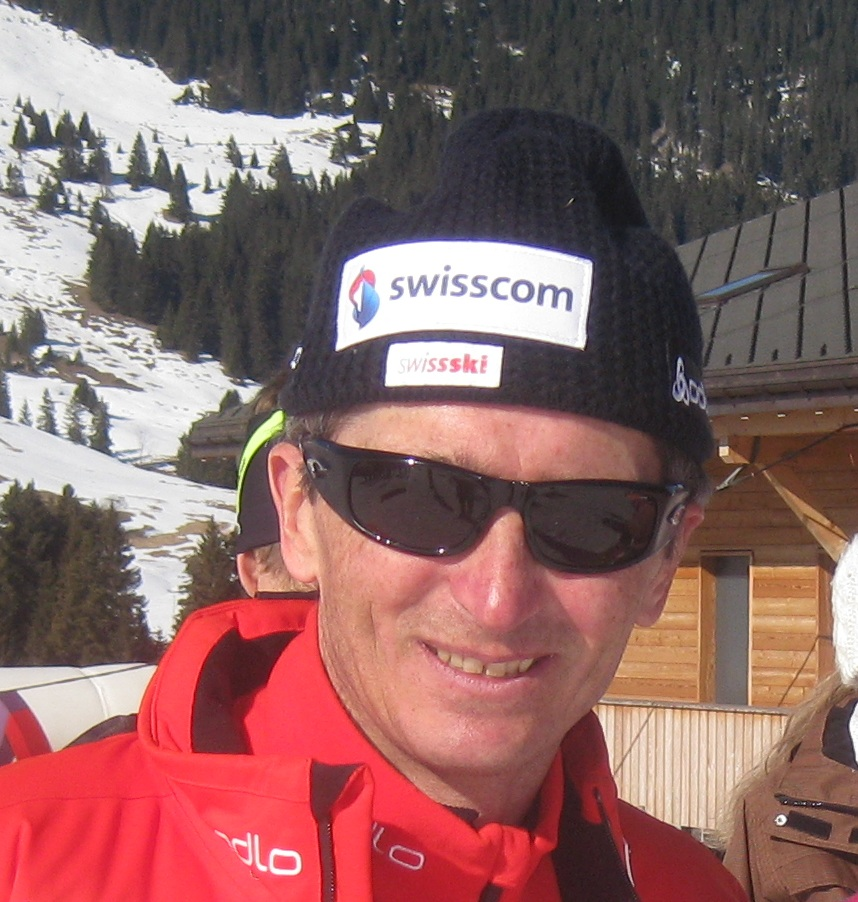
Hippolyt Kempf im Jahr 2011

Springen: 28. Februar 1988 / Normalschanze; K-Punkt: 89 m
15 km Langlauf: 28. Februar 1988, 15:00 Uhr
Höhenunterschied: 93 m / Maximalanstieg: 43 m / Totalanstieg: 520 m
43 Teilnehmer aus 13 Ländern, davon 41 in der Wertung.
Der Österreicher Klaus Sulzenbacher war vor allem im Springen sehr stark, doch diesmal konnte er nur im ersten Durchgang mit einer Weite von 88,5 m überzeugen. Sein Vorsprung auf die Konkurrenz war nicht groß. Er führte mit umgerechnet 1:02 min vor dem läuferisch eher schwächeren Bundesdeutschen Hubert Schwarz. Der Schweizer Hippolyt Kempf lag mit einem Rückstand von 1:10,7 min auf Rang drei vor dem für die Sowjetunion startenden Allar Levandi (1:09,4 min zurück). Dem norwegischen Mitfavoriten Torbjørn Løkken gelang auf der Schanze kaum etwas und er lag mit einem Rückstand von 3:14,0 min auf Platz neunzehn aussichtslos zurück.
Im Langlauf, dem ersten bei Olympischen Winterspielen nach der Gundersen-Methode, erzielte Løkken in 37:39,0 min zwar die schnellste Nettozeit und lag damit 37 Sekunden vor Kempf. Aber nach seinem großen Rückstand vom Springen brachte ihm das nur den sechsten Platz ein. Der im Lauf zweitplatzierte Kempf zog 2,3 km vor dem Ziel an Sulzenbacher vorbei und setzte sich mit 19,0 Sekunden Vorsprung ab. Bei den Weltmeisterschaften 1987 war Kempf Dritter geworden und wurde 1989 erneut WM-Dritter. Sulzenbacher gewann den Weltcup der Saison 1987/88.
Damit errang mit Hippolyt Kempf erstmals ein Schweizer die olympische Goldmedaille im Einzelwettbewerb. Zuvor hatte lediglich Alois Kälin bei den Spielen 1968 in Grenoble als Zweiter olympisches Edelmetall für die Eidgenossen in dieser Disziplin errungen. Die bundesdeutsche Mannschaft, die vier Tage zuvor noch Olympiasieger im Teamwettbewerb geworden war, konnte keinen Sportler unter die besten zehn bringen. Als bester Westdeutscher wurde Hubert Schwarz Dreizehnter.

## Mannschaftswettbewerb

### Ausgangssituation
Seit 1982 war bei den Weltmeisterschaften ein Mannschaftswettbewerb ausgetragen worden. 1982 hatte die DDR, 1984 Norwegen gewonnen. Die Bundesrepublik Deutschland war 1985 und 1987 Weltmeister geworden. Alle weiteren Medaillen bei diesen ersten vier Weltmeisterschaften waren an die Sowjetunion und Finnland gegangen.

### Ergebnis
| Rang | Land             | Athleten                                              | Springen    | Langlauf            | Endzeit [h] |
| Rang | Land             | Athleten                                              | Pkte. (Pl.) | Nettozeit [h] (Pl.) | Endzeit [h] |
| ---- | ---------------- | ----------------------------------------------------- | ----------- | ------------------- | ----------- |
| 01   | BR Deutschland   | Thomas Müller Hans-Peter Pohl Hubert Schwarz          | 629,8 0(1)  | 1:20:46,0 0(8)      | 1:20:46,0   |
| 02   | Schweiz          | Fredy Glanzmann Hippolyt Kempf Andreas Schaad         | 571,4 0(6)  | 1:15:57,4 0(1)      | 1:20:49,4   |
| 03   | Österreich       | Hansjörg Aschenwald Günter Csar Klaus Sulzenbacher    | 626,6 0(2)  | 1:21:00,9 0(9)      | 1:21:16,9   |
| 04   | Norwegen         | Torbjørn Løkken Hallstein Bøgseth Trond Arne Bredesen | 596,6 (3)   | 1:18:48,4 0(3)      | 1:21:34,4   |
| 05   | DDR              | Thomas Prenzel Marko Frank Uwe Prenzel                | 571,6 0(5)  | 1:18:13,5 0(2)      | 1:23:04,5   |
| 06   | Tschechoslowakei | Ladislav Patras Jan Klimko Miroslav Kopal             | 573,5 0(4)  | 1:19:02,1 0(4)      | 1:23:44,1   |
| 07   | Finnland         | Pasi Saapunki Jouko Parviainen Jukka Ylipulli         | 561,3 0(7)  | 1:19:56,3 0(7)      | 1:25:39,3   |
| 08   | Frankreich       | Jean Bohard Xavier Girard Fabrice Guy                 | 541,0 0(8)  | 1:19:45,4 0(5)      | 1:27:09,4   |
| 09   | Japan            | Hideki Miyazaki Masashi Abe Kazuoki Kodama            | 515,3 (10)  | 1:19:54,3 0(6)      | 1:29:27,3   |
| 10   | USA              | Joe Holland Todd Wilson Hans Johnstone                | 516,9 0(9)  | 1:23:42,9 (10)      | 1:33:07,9   |
| DNF  | Sowjetunion      | Andrei Dundukow Wassili Sawin Allar Levandi           | 282,5 (11)  | DNS                 | DNF         |

Springen: 23. Februar 1988, 13:30 Uhr / Normalschanze; K-Punkt: 89 m
3 × 10 km Staffel: 24. Februar 1988, 10:00 Uhr
Höhenunterschied: 93 m / Maximalanstieg: 43 m / Totalanstieg: 520 m
11 Teams am Start, 10 in der Wertung
Nach dem Springen führte die Bundesrepublik Deutschland mit umgerechnet sechzehn Sekunden Vorsprung vor Österreich. Norwegen lag als Dritter schon 2:46 min zurück. Die Schweiz hatte als sechstplatzierte Mannschaft einen Rückstand von 4:52 min. Die Sowjetunion zog sich nach zwei Sprüngen von Andrei Dundukow und einem durch Wassili Sawin von der Teilnahme zurück, da Allar Levandi ausgefallen war und ein Ersatzmann nicht nachnominiert werden konnte.
Im Laufen ging Österreich kurzfristig durch Günter Csar in Führung. Doch am Ende konnte sich die bundesdeutsche Mannschaft, die bereits im Jahr zuvor bei der Heim-WM in Oberstdorf gewonnen hatte – damals noch mit Hermann Weinbuch anstelle von Hubert Schwarz – bei dieser olympischen Premiere des Wettbewerbs knapp vor den Schweizern Olympiagold sichern. Mit seiner reinen Laufzeit platzierte sich das Team zwar nur auf Rang acht, aber der Vorsprung aus dem Springen reichte aus für den Olympiasieg. Mit der schnellsten Nettozeit im Langlauf sicherten sich die Schweizer die Silbermedaille. Fredy Glanzmann kam dem bundesdeutschen Schlussläufer zwar immer näher, aber am Ende blieb ein knapper Rückstand von gut drei Sekunden bestehen. Die Bronzemedaille ging an Österreich. Mitfavorit Norwegen blieb mit der drittbesten Laufzeit am Ende als Vierter ganz überraschend ohne Medaille.

## Videolinks
- COMBINATA NORDICA INDIVIDUALE 1988 (KEMPF), youtube.com. Abgerufen am 15. August 2023
- CALGARY 1988 TEAM NORDIC COMBINED WEST GERMANY, youtube.com. Abgerufen am 15. August 2023